# Leonesiska

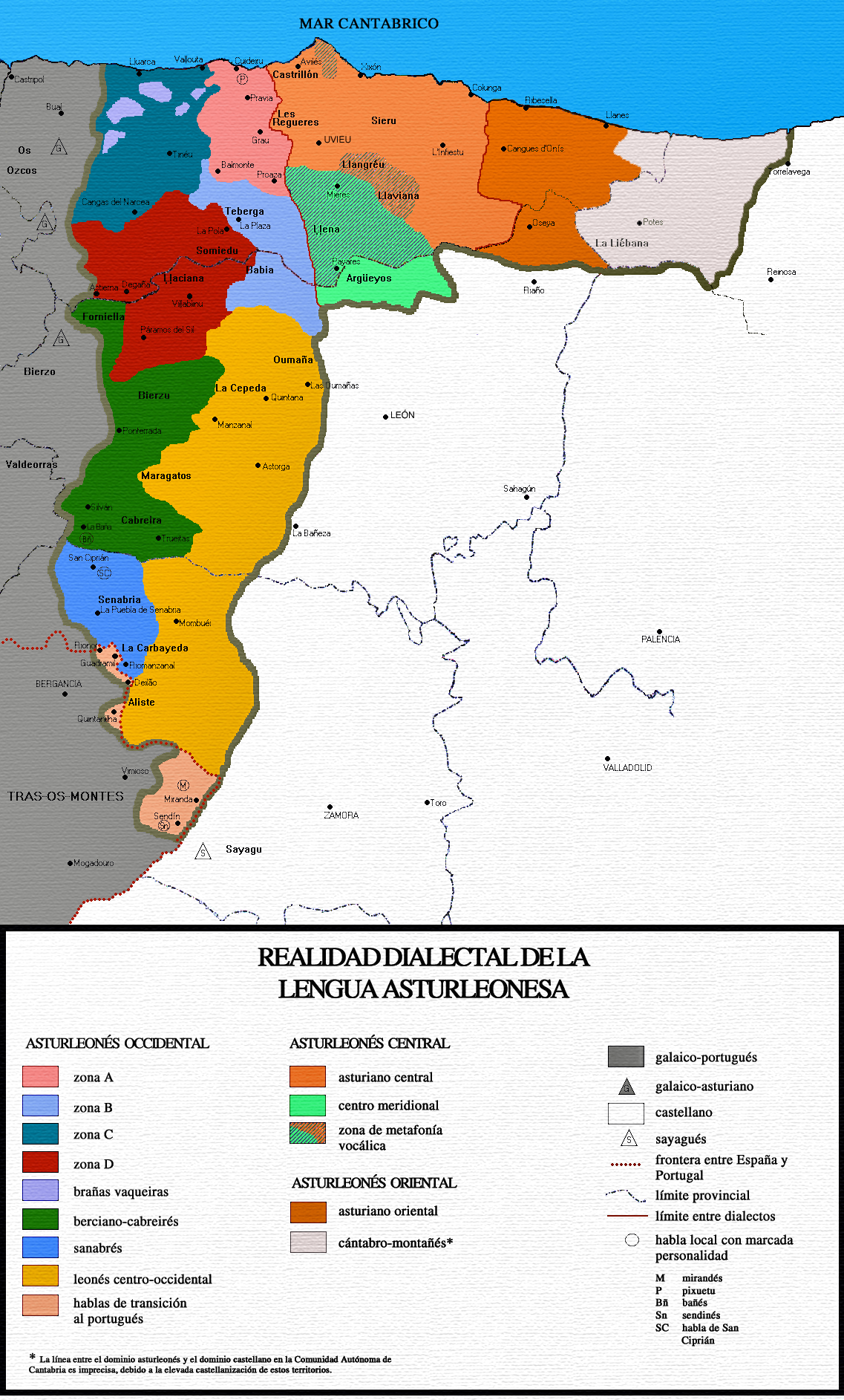

Leonesiska (leonesiska: Llengua Llionesa) är ett romanskt språk. Det utvecklades från vulgärlatin men påverkades också av förromerska språk som talades där spanska provinserna León och Zamora är idag och i några mindre städer i Bragança i Portugal. 
Språket tillhör den astur-leonesiska undergruppen av de västiberiska språken och är nära besläktad med både mirandesiska och asturiska. Leonesiska var det officiella språket i Konungariket León under medeltiden. Den första texten som skrevs leonesiska som man känner till är Nodicia de Kesos (900-talet). 
Skrifterna Fueru den Llión, Fueru de Salamanca, Fueru Xulgu, Codice d'Alfonsu XI, ou Disputation d'Elena y María och "llibru d'Alixandre" var också skrivna på leonesiska. 
Situationen som ett minoritetsspråk har drivit leonesiska språket till randen av utrotning och betraktas idag som ett allvarligt utrotningshotat språk av Unesco. 
Flera åtgärder har initierats för att utöka språket i de mer urbana områden och flera kommuner har inlett kampanjer för att få människor att lära leonesiska.

Leonesiskas utbredning.